# Matheus Nunes
Matheus Luiz Nunes (Rio de Janeiro, 1998. augusztus 27. –) brazil születésű portugál válogatott labdarúgó, a Manchester City játékosa.

## Pályafutása

### Klubcsapatokban
2012-ben került az alacsonyabb osztályú Ericeirense csapatához. 2015–16-os szezonban a hatodosztályú felnőtt csapatban is bemutatkozott, majd próbajátékon vett részt az Oriental csapatánál, de sérülés miatt végül nem szerződtették. 2018 nyarán szerződtette az Estoril Praia. Október 14-én mutatkozott be a Varzim ellen.
2019. január 29-én öt és félévre írt alá a Sporting csapatához. 2020. június 4-én mutatkozott be a Vitória SC ellen. Október 23-án további egy évvel meghosszabbította a szerződését a klub, valamint 45 millió euróról 60 millió euróra emelte a kivásárlási árát. 2021. január 2-án megszerezte első bajnoki gólját az SC Braga ellen.
2022. augusztus 17-én az angol Wolverhampton Wanderers ötéves szerződést írt alá vele, és ő lett 45 millió eurós átigazolási díjával a klub történetének legdrágább játékosa. Korábban honfitársa Fábio Silva tartotta a rekordot. Három nappal később debütált a Tottenham Hotspur ellen 1–0-ra elvesztett bajnoki találkozón.
2023. szeptember 1-jén az angol Manchester City 62 millió euró ellenében szerződtette.

### A válogatottban
2021. augusztus 28-án megkapta a portugál állampolgárságot. Tite a Brazil labdarúgó-válogatott szövetségi kapitánya meghívta a válogatottba, de ő ezt visszautasította. Fernando Santos hívását elfogadta, miszerint Portugáliát fogja képviselni.
2021. szeptember 30-án meghívót kapott a Katar elleni barátságos mérkőzésre és a Luxemburg elleni 2022-es labdarúgó-világbajnokság-selejtező mérkőzésre. Katar ellen mutatkozott be. 2022. március 24-én megszerezte első gólját a válogatottban Törökország ellen. Októberben bekerült az előzetes 55 fős keretbe, majd a szűkítés során a 26 fős keretbe, amely a 2022-es labdarúgó-világbajnokságra utazhatott.
2024. június 3-án sérülés miatt kikerült az Európa-bajnoki keretből Otávio, helyét ő vette át.

## Család
Brazíliában Rio de Janeiro városában született és apja elhagyta a családját, majd 12 éves volt amikor Portugáliába költözött édesanyjával és portugál mostohaapjával Ericeirába.

## Statisztika

### A válogatottban
2022. szeptember 24-én frissítve.
| Portugália | Portugália      | Portugália |
| Év         | Pályára lépések | Gólok      |
| ---------- | --------------- | ---------- |
| 2021       | 3               | 0          |
| 2022       | 6               | 1          |
| Összesen   | 9               | 1          |

### Válogatott góljai
| # | Dátum             | Helyszín                             | Ellenfél    | Gólja | Végeredmény | Kiírás                                     |
| - | ----------------- | ------------------------------------ | ----------- | ----- | ----------- | ------------------------------------------ |
| 1 | 2022. március 24. | Estádio do Dragão, Porto, Portugália | Törökország | 3–0   | 3–1         | 2022-es labdarúgó-világbajnokság-selejtező |

## Sikerei, díjai
- Sporting
  - Primeira Liga: 2020–21[29]
  - Portugál kupa: 2020–21,[30] 2021–22[31]
  - Portugál szuperkupa: 2021[32]

## Külső hivatkozások
- Matheus Nunes adatlapja a Transfermarkt oldalon (angolul)
- Matheus Nunes adatlapja a Soccerway oldalon (angolul)